# Караме, Рашид
Рашид Абдул Хамид Кара́ме/Кара́ми (30 декабря 1921, Триполи, подмандатный Ливан — 1 июня 1987, Ливан) (араб. رشيد كرامي‎) — ливанский политический деятель, 8 раз занимавший должность премьер-министра Ливана, сыгравший важную роль в усилении мусульманской общины Ливана.

## Биография
Старший сын Абдул Хамида Караме, влиятельного ливанского политика, лидера движения за независимость от Франции и одновременно Верховного муфтия г. Триполи. Абдул Хамид Караме занимал должность премьер-министра в 1945 году. Младший брат Рашида, Омар Караме, трижды занимал должность премьер-министра Ливана (последний раз в 2004—2005 годах).
Окончил Каирский университет со степенью бакалавра права и стал работать юристом в Триполи. Стал депутатом Национального собрания Ливана в 1951 году после того, как в результате смерти его отца депутатское место стало вакантным. В том же году стал министром юстиции в правительстве Хусейна аль-Овейни. В 1953 году стал министром экономики и социальных вопросов в правительстве Абдаллы эль-Яфи.
Отношения Караме с ливанскими президентами, которые по вероисповеданию всегда были христианами-маронитами, были сложными, подчас бурными. Несмотря на это, Караме занимал должность премьер-министра в 1955—1956, 1958—1960, 1961—1964, 1965—1966, 1966—1968, 1969—1970, 1975—1976 гг., а также с 1984 года до своей смерти.
Много раз занимал должности министров:
- министр юстиции с 7 июня 1951 по 11 февраля 1952;
- министр экономики и министр социальных дел с 16 августа 1953 по 19 сентября 1955;
- министр внутренних дел с 19 сентября 1955 по 19 марта 1965;
- министр внутренних дел с 24 сентября 1958 по 14 октября 1958;
- министр национальной обороны с 24 сентября 1958 по 14 мая 1960;
- министр национальной экономики и министр информации с 14 октября 1958 по 7 октября 1959;
- министр финансов с 14 октября 1958 по 14 мая 1960;
- министр финансов с 31 октября 1961 по 20 февраля 1964;
- министр национальной обороны с 25 июля 1965 по 21 декабря 1965;
- министр финансов с 25 июля 1965 по 9 апреля 1966;
- министр финансов с 6 декабря 1966 по 8 февраля 1968;
- министр иностранных дел с 15 января 1969 по 22 января 1969;
- министр финансов с 22 января 1969 по 13 октября 1970;
- министр информации, министр национальной обороны и министр финансов с 1 июля 1975 по 15 сентября 1976;
- министр жилищного строительства и кооперативов, министр сельского хозяйства и министр туризма с 15 сентября 1976 по 9 декабря 1976;
- министр иностранных дел с 30 апреля по 1 июня 1987.

## Политика
Караме был сторонником усиления влияния мусульман в Ливане, где в то время доминировали христиане-марониты. Караме придерживался взглядов левых исламистов. В 1950-е гг. он поддерживал панарабское движение Г. А. Насера.
Впервые его назначил премьером президент Камиль Шамун 19 сентября 1955 года, однако уже в следующем году в ходе Суэцкого кризиса он выступил против Израиля и западных государств, тогда как президент был на их стороне. Конфликт с Шамуном усилился во время Ливанского кризиса 1958 года, когда в Ливане произошло восстание сторонников насеровского панарабизма. Хотя Шамуну удалось подавить восстание не без помощи морской пехоты США, новое правительство национального единства возглавил Караме, а Шамун ушёл в отставку — его сменил Фуад Шехаб.
В арабо-израильском конфликте Караме занимал сторону палестинцев и выступал против Израиля, что раздражало политиков-маронитов. Столкновения между ливанской армией и палестинскими ополченцами в 1970 году привели к его отставке в апреле 1970 года, однако он вскоре вернулся к власти после подписания соглашения между Ливаном и ООП. Тем не менее, уже в августе того же года президентом стал враг Караме, Сулейман Франжье, в результате чего Караме вновь ушёл в отставку, а его сменил Саиб Салам.

### Гражданская война
В апреле 1975 года в Ливане разразилась гражданская война, в которую были втянуты все политические силы страны. Основная борьба шла между правыми христианскими ополченцами, защищавшими легитимного президента и правительство, с одной стороны, и левыми мусульманами при поддержке палестинцев, с другой. В отчаянной попытке стабилизировать ситуацию Франжье отправил в отставку премьер-министра Рашида эль-Сольха и призвал Караме сформировать правительство 1 июля. Последний отказался от прежней поддержки палестинцев и поддержал сирийскую интервенцию в июне 1976 года. Однако несмотря на многочисленные политические связи Караме, он не смог остановить войну и ушёл в отставку в декабре 1976 года. Ильяс Саркис, сменивший на посту президента Франжье в сентябре, назначил новым премьером Селима аль-Хосса.
Караме помирился со своим давним противником Сулейманом Франжье после того как тот в конце 1970-х рассорился с главой фалангистского ополчения Баширом Жмайелем. Вместе с Франжье и Валидом Джумблатом, Караме образовал Фронт национального спасения — просирийскую коалицию суннитов-мусульман, друзов и умеренных христиан (последние проживали в основном на севере Ливана, близ Сирии). ФНС противостоял Ливанскому фронту — правой коалиции в основном христианских партий.
В 1976 году Караме лоббировал подписание соглашения о равном парламентском представительстве христиан и мусульман, однако его выполнение было сорвано. Реализована была лишь идея, что премьер-министр (всегда мусульманин-суннит) получал право вето на решения президента (всегда христианин).

### Убийство
В апреле 1984 года после конференции в Швейцарии Караме стал премьер-министром в восьмой раз, возглавив правительство национального примирения. В этот период влияние Сирии в Ливане всё больше усиливается в результате частичного отвода войск Израиля в 1982 году.
В 1986 году Караме отверг Национальное соглашение по преодолению ливанского кризиса, составленное сторонниками президента Амина Жмайеля при минимальном участии суннитов. Конфликт с Жмайелем вынудил Караме подать в отставку 4 мая 1987 года, но Жмайель ввиду отсутствия альтернативы отказался принять отставку.
Всего через месяц после этого Караме погиб в результате взрыва бомбы, заложенной в спинку его кресла в вертолёте. Заряд взорвался вскоре после взлета с армейского аэродрома во время перелёта из Триполи в Бейрут. Он был единственным погибшим — его спутники отделались ранениями. В должности премьер-министра погибшего Караме сменил Селим аль-Хосс. Р. Караме был похоронен в Триполи.
В 1999 году за убийство Караме был осуждён Самир Джааджаа (ныне известный политик Ливана) и десять других членов ливанского христианского ополчения. Вскоре после ухода сирийских войск в 2005 году Джааджаа был амнистирован и выпущен на свободу.